# Saline Schöningen

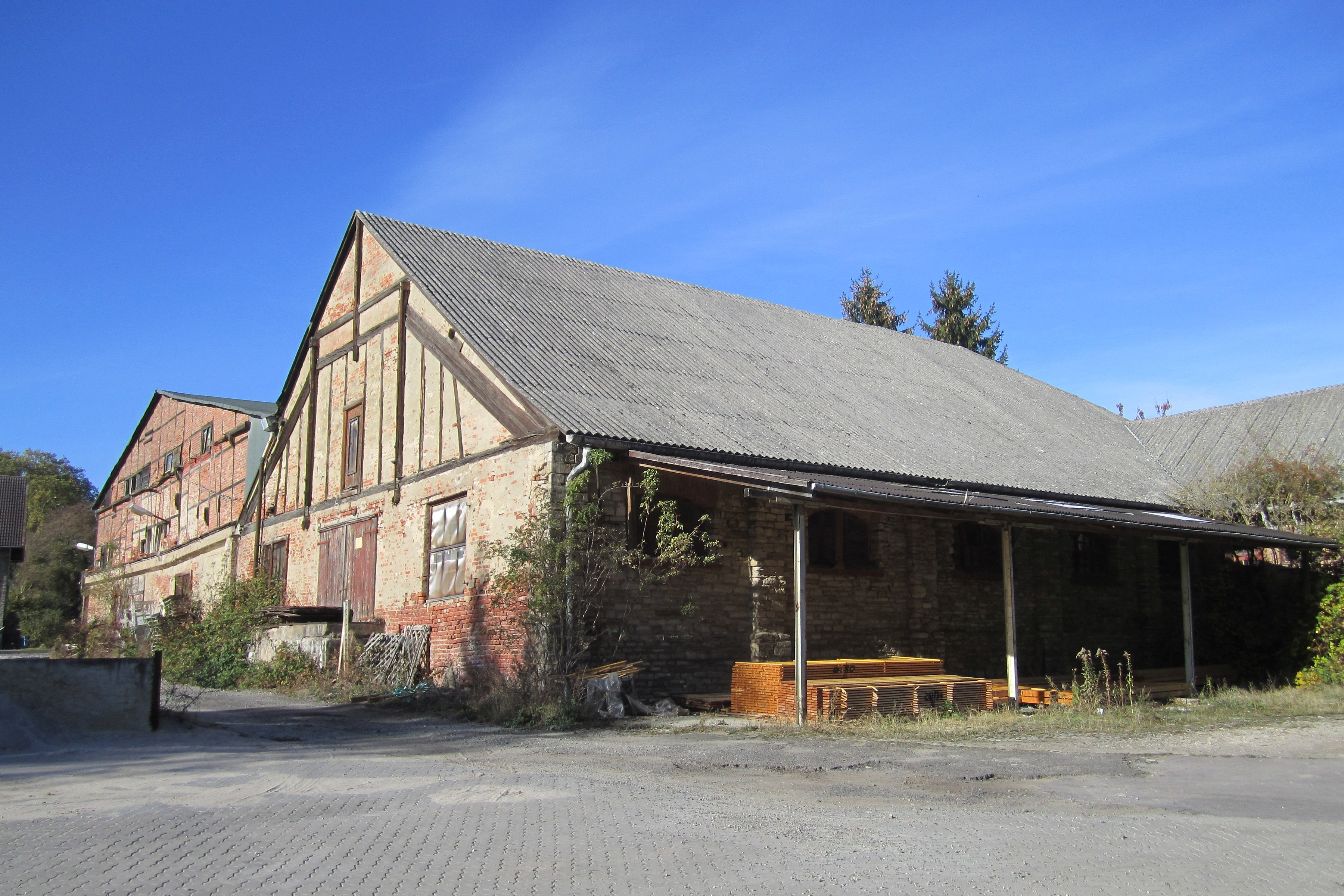
Noch erhaltene Salinengebäude

Die Saline Schöningen war eine Saline im Braunschweiger Land, die seit dem 8. Jahrhundert existierte und bis 1970 betrieben wurde. Die ehemals herzogliche Saline gehörte zuletzt der Norddeutschen Salinen-GmbH.

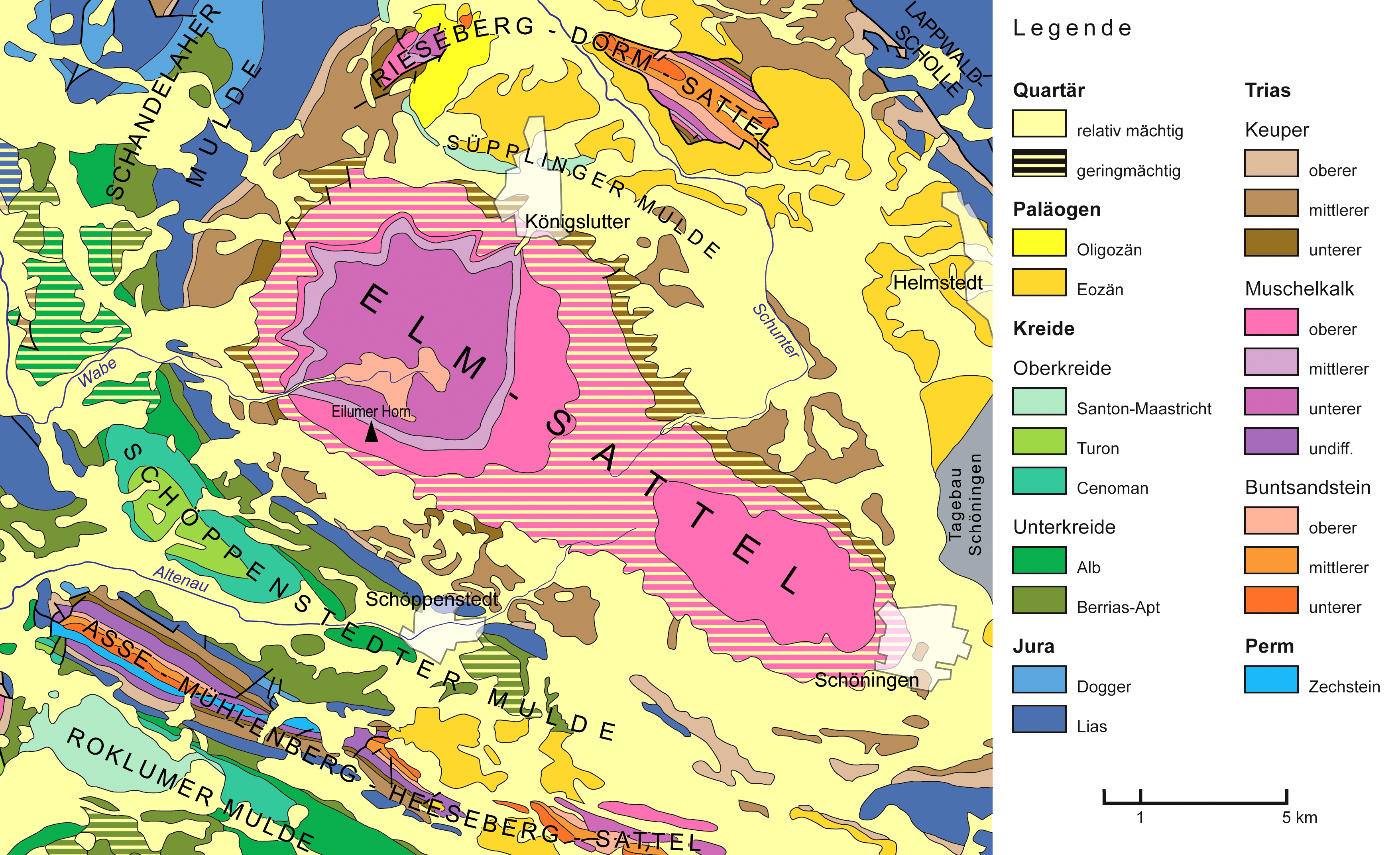
Geologische Karte

## Lage
Die Saline befand sich am östlichen Fuße des Elms, früher südlich des Ortes, inzwischen in Schöningen (Gelände zwischen Langer Trift und Salinentrift). Östlich (⊙) und westlich (⊙) des Salinengeländes befanden sich an der Langen Trift bzw. deren Verlängerung Oscherslebener Straße die Solebohrungen.

## Geschichte
Aus der Salzquelle wurde eine 6%ige Sole gewonnen, aus der Siedesalz hergestellt wurde. Die Saline ist seit dem 8. Jahrhundert urkundlich belegt, doch möglicherweise wurde bereits in viel früherer Zeit, vor 4000 Jahren, hier Salz bzw. Sole gewonnen. Bis zur Mitte des 18. Jahrhunderts wurde in 13 strohgedeckten Salzkotten 200 bis 300 t Siedesalz pro Jahr gesotten. Im Jahre 1749 ließ Herzog Carl I. die alten Siedehütten abreißen und durch größere ersetzen. Zur Anreicherung der Sole entstand ein Gradierwerk. Die herzogliche Saline hieß fortan „Carlshall“.
Zu Beginn des 19. Jahrhunderts war die Saline an Heinrich Abich verpachtet, der 1825 nördlich der alten Saline eine Soda-, Natron und Eisenvitriolfabrik anlegen ließ sowie 1830 noch eine Natronseifenfabrik.
1840 betrugen die Produktionskosten 8 bis 9 Rtl. / Zentner Salz, die Jahresproduktion lag bei 12.000 Zentner Siedesalz. Es wurde mit einem Braun-/Steinkohle-Gemisch im Verhältnis 9:1 gefeuert. Zusätzlich wurde Sole an die chemische Fabrik in Schöningen geliefert. Zwei Solebrunnen, der eine 108, der andere 40 Fuß (etwa 33,9 bzw. 12,5 m) tief, lieferten etwa 0,9 Kubikfuß (etwa 28 l) 5,7%ige Sole pro Minute. Diese Sole wurde im Gradierwerk angereichert, wobei der Anreichungsgrad witterungsabhängig stark, zwischen 15 und 27 %, schwankte.
Zu Ende des 19. Jahrhunderts, 1890, wurde die Saline als die bedeutendste des Braunschweiger Landes beschrieben. Die Solebrunnen waren wegen zu geringer Schüttung außer Gebrauch gekommen und durch drei Bohrungen ins Steinsalz ersetzt worden, deren erste bereits 1848 gestoßen worden war. Diese Bohrung hatte eine Teufe von 519 m erreicht. Die 26%ige Sole wurde mit einem Kunstgezeug, dessen Aufschlagwasser dem Mühlbach entnommen wurde, zutage gehoben und in drei Siedepfannen mit 2 × 74 und einmal 55 m² Fläche zu Salz gesotten. Die Jahresproduktion lag bei 2000 t (100.000 Zentner) Salz.
Seit 1902 war die Saline an die Braunschweig-Schöninger Eisenbahn angebunden, die nach Einstellung des Salinenbetriebes 1970 aufgegeben wurde.
Im Jahre 1901 wurden Speise-, Vieh- und Gewerbesalz hergestellt.
Im Jahre 1910 wurde die neue Saline „Neuhall“ errichtet, die erstmals in Europa Grainerpfannen aus Beton einsetzte. Die Pfannen wurden mit Abdampf aus dem 1909 für die geplante, jedoch letztendlich nicht verwirklichte Elektrifizierung der Braunschweig-Schöninger und Oschersleben–Schöninger Eisenbahn errichteten Kraftwerk beheizt. Das Kraftwerk diente außerdem der Stromversorgung des Ortes und der Saline.
Im Jahre 1918 lag die Jahresproduktion bei 22.000 t, 1938 wurden mit 19 Angestellten und 191 Arbeitern 63.553 t, 1948 150 bis 200 t Speisesalz pro Tag hergestellt.
Zwischen 1950 und 1953 wurden Vakuumanlagen erbaut, die 80.000 t Siedesalz lieferten. Zusätzlich wurde mit den herkömmlichen Siedepfannen weitere 25.000 t erzeugt.
Im Jahre 1965 musste eine eigene Energieversorgung auf Heizölbasis gebaut werden, da das Kraftwerk inzwischen stillgelegt worden war. 1967 wurden 155.000 t Salz produziert.

## Stilllegung
Neuhall gehörte der landeseigenen Niedersachsen GmbH, kam dann zur Preußag und wurde schließlich privatisiert und an die Norddeutsche Salinen-GmbH verkauft. Die Saline wurde am 31. August 1970 stillgelegt.
Ein Modell (Diorama) der Salzsiedeanlage der Saline Carlshall in Schöningen befindet sich im Deutschen Museum München.